# Pristimantis marahuaka
Pristimantis marahuaka är en groddjursart som först beskrevs av Oswaldo Fuentes-Ramos och Barrio-Amorós 2004.  Pristimantis marahuaka ingår i släktet Pristimantis och familjen Strabomantidae. IUCN kategoriserar arten globalt som sårbar. Inga underarter finns listade i Catalogue of Life.